# El Regiomontano
El Regiomontano fue un tren de pasajeros que brindaba servicio entre la Ciudad de México y Monterrey, el cual era operado por Ferrocarriles Nacionales de México.
Se le consideraba un tren de lujo, debido al reducido nicho de usuarios, principalmente de clase media o alta, y por ello no brindaba un servicio de transporte masivo. Su recorrido era de quince horas, y sus escalas intermedias eran principalmente San Luis Potosí y Saltillo.
El tren contó con 4 estaciones en toda su ruta (Buenavista, San Luis Potosí, Saltillo, Monterrey).

## Historia

### Porfiriarto
La Línea B de la red ferroviaria nacional que corre desde la Ciudad de México hasta Nuevo Laredo se construyó, junto con la Línea A, durante el Porfiriato mediante inversión de capital extranjero. El 31 de agosto de 1882 llegó hasta Monterrey, que junto con las industrias acerera y cervecera detonaron el desarrollo de la tercera zona metropolitana más importante de México.
Debido a que su ruta era geográficamente menos accidentada que otras rutas desde la capital del país, se suponía uno de los dos trenes rápidos del sistema ferroviario mexicano junto con el Águila Azteca que transportaba pasajeros hasta Nuevo Laredo, pudiendo cubrir el trayecto de sus derroteros diurno y nocturno en un tiempo de entre doce y catorce horas, no haciendo ninguna escala.

### Nacionalización
El 23 de junio de 1937, el expresidente Lázaro Cárdenas decretó la nacionalización de la empresa Ferrocarriles Nacionales de México, así nacionalizando muchas linas de trenes, incluyendo las líneas A y B.
Durante los años de 1970, las vías férreas construidas sobre durmientes de madera estaban mejor que las carreteras de asfalto y los senderos o terracerías; y el transporte de pasajeros era más barato que la aviación civil de más reciente aparición. Inicialmente, la ciudad de San Luis Potosí era la única escala entre Monterrey y la Ciudad de México; pero con el tiempo era posible descender en Huehuetoca.

### Privatización y cierre en operaciones
Tras la privatización del servicio de transporte ferroviario nacional en 1996 y 1997 por el expresidente Ernesto Zedillo y la extinción de Ferrocarriles Nacionales de México en 2001; Kansas City Southern de México decide finalizar la ruta El Regiomontano idefinidamente en 1997, dejando el material rodante para el tren de carga y un uso en el futuro. Posteriormente, se utilizó dicha infraestructura con la construcción del Ferrocarril Suburbano de la Zona Metropolitana del Valle de México, el llamado Sistema 1, que corre de la Estación Buenavista a Cuautitlán, y que se basaba en los llamados Trenes Radiales Metropolitanos. Inaugurado en 2008, este sistema de tren de media velocidad ocupó el derecho de vía de las Vías Juárez, Morelos, A y B hasta el Punto Kilométrico (PK) 26+400 de ambas vías, aunque su fin es construirse hasta la ciudad de Huehuetoca e incluso llegar hasta la ciudad de Monterrey con un sistema metropolitano que uniría al Distrito Federal, Nuevo Laredo y varias ciudades intermedias en cuatro entidades federales.Mientras tranto opera un tren en las montañas de Barranca del Cobre.

### Reanudación (Tren México-Nuevo Laredo)
El 20 de noviembre de 2023 el gobierno de Andrés Manuel López Obrador anuncia decreto para reactivar siete rutas de trenes de pasajeros. Entre las que se encuentra la de México-San Luis Potosí-Monterrey-Nuevo Laredo. Un mes más tarde CP-KC declara su interés.
El 27 de abril de 2025 la presidenta Claudia Sheinbaum por su visita a Querétaro, inicio trabajos de construcción para el Tren México-Nuevo Laredo en su tramo Ciudad de México-Querétaro, comenzando desde la estación Buenavista hasta la nueva estación en Querétaro llamado La Corregidora, en julio del mismo año también se inicia en construcción en el tramo Saltillo-Nuevo Laredo.

## Amenidades
El Regiomontano era un tren de lujo el cual llevaba un carro-comedor que ofrecía un servicio de primera, un menú de exquisitos vinos de mesa y platillos para cena y almuerzo, también contaba con un carro-bar en el que se servían bebidas y botanas. Los coches-dormitorio llevaban camarines y alcobas con baño privado y cómodos sillones que de noche se convertían en camas.